# 邓晓华
邓晓华 (1963年6月—)，湖北仙桃人，中共党员，武汉大学教授。任中华人民共和国教育部第五批"长江学者"特聘教授，曾就读于华中科技大学固体电子学系、中科院等离子体物理所。